# Techcollege
Techcollege er en nordjysk erhvervsskole med tre uddannelsesretninger: EUD, EUX og HTX. Skolen rummer 12 HTX-studieretninger , 17 EUX-uddannelser og over 30 erhvervsuddannelser. Afdelingerne er placeret i Aalborg og Nørresundby.

## Skolens afdelinger

### Rørdalsvej
Afdelingen på Rørdalsvej 10 har følgende uddannelser:
- Bager
- Gourmetslagter
- Ernæringsassistent
- Frisør
- Gastronom
- Kosmetiker
- Receptionist
- Tandklinikassistent
- Tjener

### Sigrid Undsets Vej
Afdelingen ligger på Sigrid Undsets Vej 4 og huser følgende uddannelser:
- Industritekniker
- Smed
- Teknisk designer

### Struervej
Afdelingen ligger på Struervej 70 i Aalborg Øst og huser følgende uddannelser:
- Anlægsgartner
- Dyrepasser
- Greenkeeper
- Groundsman
- Landmand
- IT-Supporter/Datatekniker

### Teglværket
Afdelingen ligger på Teglværket 2 i Nørresundby og huser følgende uddannelser:
- Personvognsmekaniker
- Lastvognsmekaniker
- Flytekniker
- Skoleoplæringscenter

### Øster Uttrup Vej
Afdelingen ligger på Øster Uttrup Vej 1, 9000 Aalborg og mange uddannelser:
- Bygningsmaler
- Kompositoperatør
- Murer
- Tømrer
- VVS-energi
- Grafisk tekniker
- Mediegrafiker
- Webudvikler
- Automatiktekniker
- Industrioperatør
- Elektriker

### Aalborg Tekniske Gymnasium
Aalborg Tekniske Gymnasium er også en del af Techcollege. Gymnasiet har 9-13 klasser i hver årgang og er placeret på Øster Uttrup Vej 5, med en tidligere afdeling på Nyhavnsgade 14, som nu er flyttet over til førnævnte afdeling.

### Driftfællesskabet
Techcollege lægger desuden lokaler til driftsfællesskabet ITCN, som yder it-suppport til alle elever og ansatte på Techcollege, VUC Nordjylland, Tradium og de fleste SOSU-skoler i Danmark.

## Hædrede elever
Fem af skolens elever blev danmarksmestre ved DM i Skills 2017: Frederik Nielsen (flisemurer), Alexander Agle Christensen (grafisk tekniker), Jeppe Bangshøj Hermann (industritekniker), Mathias Fristrup Krogshave (personvognsmekaniker), Jesper Sonne Nørgaard (tømrer). Derudover er vinderen af ”DM for receptionistelever 2017” Jeanette Ottosen også elev på TECHCOLLEGE.

## Ledelse
Jan O. Gregersen er bestyrelsesformand (2020).
Søren Samuelsen er direktør (2020).

## Historie
Tidligere hed uddannelsesstedet Tech College Aalborg og Aalborg tekniske skole. Her var Povl Stegmann forstander 1937-44.

## Tidligere elever
- Aage Sikker Hansen
- Tyge Hvass
- Johan Strøm